# Wiktorija Tomowa
Wiktorija Konstantinowa Tomowa (bułg. Виктория Константинова Томова, ur. 25 lutego 1995 w Sofii) – bułgarska tenisistka, reprezentantka kraju w Pucharze Federacji.

## Kariera tenisowa
W rozgrywkach zawodowych zadebiutowała we wrześniu 2009 roku w turnieju ITF w bułgarskim Ruse.
Na swoim koncie ma wygranych osiemnaście turniejów w grze pojedynczej i dwanaście w grze podwójnej rangi ITF.
Zanotowała też jeden singlowy finał cyklu WTA 125.
Najwyższą pozycję w rankingu WTA osiągnęła 29 lipca 2024, plasując się na 46. miejscu.

## Finały turniejów WTA 125
| Legenda                   | Legenda |
| ------------------------- | ------- |
| Wielki Szlem              |         |
| Igrzyska olimpijskie      |         |
| WTA Tour Championships    |         |
| od 2021                   |         |
| WTA 1000 (obowiązkowe)    |         |
| WTA 1000 (nieobowiązkowe) |         |
| WTA 500                   |         |
| WTA 250                   |         |
| WTA 125                   |         |

### Gra pojedyncza 3 (1–2)
| Końcowy wynik | Nr | Data             | Turniej   | Nawierzchnia | Przeciwniczka    | Wynik finału        |
| ------------- | -- | ---------------- | --------- | ------------ | ---------------- | ------------------- |
| Finalistka    | 1. | 24 września 2022 | Budapeszt | Ceglana      | Tamara Korpatsch | 6:7(3), 7:6(4), 0:6 |
| Zwyciężczyni  | 1. | 26 sierpnia 2023 | Chicago   | Twarda       | Claire Liu       | 6:1, 6:4            |
| Finalistka    | 2. | 16 czerwca 2024  | Walencja  | Ceglana      | Ann Li           | 3:6, 4:6            |

## Wygrane turnieje rangi ITF
| turnieje z pulą nagród 100 000 $   |
| turnieje z pulą nagród 75/80 000 $ |
| turnieje z pulą nagród 50/60 000 $ |
| turnieje z pulą nagród 25 000 $    |
| turnieje z pulą nagród 15 000 $    |
| turnieje z pulą nagród 10 000 $    |

### Gra pojedyncza
|     | Data       | Turniej    | ($)     | Naw.   | Finalistka           | Wynik            |
| 1.  | 12/11/2011 | Monastyr   | 10 000  | twarda | Klaudia Boczová      | 3:1 krecz        |
| 2.  | 30/09/2012 | Warna      | 10 000  | ziemna | Anastasija Wasyljewa | 6:1, 6:4         |
| 3.  | 07/07/2013 | Prokuplje  | 10 000  | ziemna | Xenia Knoll          | 7:6(2), 6:2      |
| 4.  | 13/04/2014 | Bol        | 10 000  | ziemna | Iva Mekovec          | 6:1, 6:2         |
| 5.  | 07/06/2014 | Sarajewo   | 15 000  | ziemna | Eleanor Dean         | 6:4, 6:3         |
| 6.  | 23/11/2014 | Susa       | 10 000  | twarda | Nicole Melichar      | 6:3, 6:2         |
| 7.  | 08/11/2015 | Heraklion  | 10 000  | twarda | Margot Yerolymos     | 6:3, 6:2         |
| 8.  | 15/11/2015 | Heraklion  | 10 000  | twarda | Nina Alibalić        | 3:6, 6:3, 6:3    |
| 9.  | 06/03/2016 | Antalya    | 10 000  | ziemna | Susanne Celik        | 4:6, 6:2, 7:5    |
| 10. | 03/04/2016 | Antalya    | 10 000  | twarda | Caroline Romeo       | 6:0, 6:4         |
| 11. | 10/04/2016 | Antalya    | 10 000  | twarda | Viktória Kužmová     | 7:6(5), 6:2      |
| 12. | 18/06/2016 | Segedyn    | 50 000  | ziemna | Maria Sakari         | 1:6, 6:2, 6:2    |
| 13. | 09/04/2017 | Stambuł    | 25 000  | twarda | Viktória Kužmová     | 6:4, 4:6, 6:2    |
| 14. | 10/09/2017 | Sofia      | 25 000  | ziemna | Jessica Pieri        | 7:6(7), 4:6, 6:3 |
| 15. | 21/07/2019 | Biarritz   | 80 000  | ziemna | Danka Kovinić        | 6:2, 5:7, 7:5    |
| 16. | 01/03/2020 | Sunderland | 25 000  | twarda | Emma Raducanu        | 4:6, 6:4, 6:3    |
| 17. | 16/04/2023 | Saragossa  | 80 000  | ziemna | Tereza Martincová    | 4:6, 6:2, 6:3    |
| 18. | 26/11/2023 | Walencja   | 100 000 | ziemna | Jaqueline Cristian   | 7:5, 6:3         |

## Występy w igrzyskach olimpijskich

### Gra pojedyncza
| Runda                                                                     | Przeciwniczka                        | Wynik            |
| ------------------------------------------------------------------------- | ------------------------------------ | ---------------- |
|                                                                           |                                      |                  |
| Letnie Igrzyska Olimpijskie w Paryżu 2024, reprezentując państwo Bułgaria |                                      |                  |
| I runda                                                                   | Polska: Magdalena Fręch              | 6:4, 7:6(4)      |
| II runda                                                                  | Stany Zjednoczone: Emma Navarro [11] | 7:6(5), 4:6, 1:6 |